# Liste des musées de l'Oxfordshire
Cette liste des musées du Oxfordshire, Angleterre contient des musées qui sont définis dans ce contexte comme des institutions (y compris des organismes sans but lucratif, des entités gouvernementales et des entreprises privées) qui recueillent et soignent des objets d'intérêt culturel, artistique, scientifique ou historique. leurs collections ou expositions connexes disponibles pour la consultation publique. Sont également inclus les galeries d'art à but non lucratif et les galeries d'art universitaires. Les musées virtuels ne sont pas inclus.

## Musées
| Nom                                                 | Image | Ville/City          | District            | Type              | Résume |
| --------------------------------------------------- | ----- | ------------------- | ------------------- | ----------------- | --- |
| Abingdon County Hall Museum                         |       | Abingdon            | Vale of White Horse | Local             | Histoire locale, archéologie, artisanat contemporain |
| Ashdown House                                       |       | Ashbury             | Vale of White Horse | Maison historique | Exploité par le National Trust, maison de campagne du XVIIe siècle |
| Ashmolean Museum                                    |       | Oxford              | Oxford              | Multiple          | Musée de l'Université d'Oxford, art, antiquités, archéologie, objets fabriqués de l'Égypte ancienne, de la Méditerranée et du Proche-Orient, monnaies |
| Aston Martin Heritage Trust Museum                  |       | Drayton St. Leonard | South Oxfordshire   | Automobile        | website, voitures Aston Martin et histoire |
| Banbury Museum                                      |       | Banbury             | Cherwell            | Local             | Histoire de Banbury |
| Collection Bate d'instruments de musique            |       | Oxford              | Oxford              | Musique           | Musée de l'université d'Oxford, instruments de musique historiques, principalement destinés à la musique classique occidentale, à partir du Moyen Âge |
| Benson Veteran Cycle Museum                         |       | Benson              | South Oxfordshire   | Transport         | Vétérans et millésimes de 1818 à 1930, ouverts sur rendez-vous |
| Palais de Blenheim                                  |       | Woodstock           | West Oxfordshire    | Maison historique | Maison de campagne opulente du XVIIe siècle, collections de beaux-arts et d'art décoratif, lieu de naissance de Winston Churchill |
| Bloxham Village Museum                              |       | Bloxham             | Cherwell            | Local             | website, Histoire locale, culture |
| Château de Broughton                                |       | Broughton           | Cherwell            | Maison historique | Manoir médiéval |
| Buscot Park                                         |       | Faringdon           | Vale of White Horse | Maison historique | Exploité par le National Trust, maison de campagne du XVIIIe siècle avec intérieur décoré, collection d'art |
| Champs Chapel Museum of East Hendred                |       | East Hendred        | Vale of White Horse | Local             | Histoire de East Hendred |
| Charlbury Museum                                    |       | Charlbury           | West Oxfordshire    | Local             | Histoire locale, industrie, métiers et outils, costumes, articles ménagers |
| Chastleton House                                    |       | Chastleton          | West Oxfordshire    | Maison historique | Exploité par le National Trust, maison de campagne jacobéenne du XVIIe siècle |
| Chipping Norton Museum                              |       | Chipping Norton     | West Oxfordshire    | Local             | website, Histoire locale, archéologie, agriculture, industrie |
| Christ Church Picture Gallery                       |       | Oxford              | Oxford              | Art               | Musée d'art de Christ Church, présentant des peintures et des dessins de Vieux Maître |
| Churchill and Sarsden Heritage Centre               |       | Churchill           | West Oxfordshire    | Local             | website, Histoire locale |
| Cogges Manor Farm Museum                            |       | Witney              | West Oxfordshire    | Ferme             | Ferme et maison historique de l'époque victorienne |
| Combe Mill                                          |       | Combe               | West Oxfordshire    | Technologie       | Poutre conservée et moulin à bois |
| Didcot Railway Centre                               |       | Didcot              | South Oxfordshire   | Rail              | Moteurs ferroviaires avec voie extérieure |
| Dorchester Abbey Museum                             |       | Dorchester          | South Oxfordshire   | Religions         | Histoire de Dorchester Abbey et histoire local |
| Earth Trust Centre                                  |       | Little Wittenham    | South Oxfordshire   | Histoire naturel  | Écologie et conservation du paysage de la région |
| Greys Court                                         |       | Rotherfield Greys   | South Oxfordshire   | Maison historique | Exploité par le National Trust, maison de campagne et jardins Tudor |
| Hook Norton Brewery                                 |       | Hook Norton         | Cherwell            | Nourriture        | Visites de brasseries et musée |
| Kelmscott Manor                                     |       | Kelmscott           | West Oxfordshire    | Maison historique | Maison de campagne de la fin du XVIe siècle, intérieur conçu par le propriétaire William Morris |
| Mapledurham House                                   |       | Mapledurham         | South Oxfordshire   | Maison historique | Maison seigneuriale élisabéthaine, les motifs incluent Mapledurham Watermill |
| Mapledurham Watermill                               |       | Mapledurham         | South Oxfordshire   | Mill              | Moulin à eau du XVIIIe siècle, situé sur le terrain de la Mapledurham House |
| Modern Art Oxford                                   |       | Oxford              | Oxford              | Art               | Expositions d'art moderne, anciennement connu sous le nom de musée d'art moderne, Oxford |
| Museum of the History of Science                    |       | Oxford              | Oxford              | Science           | Musée de l'Oxford University dans le vieil immeuble Ashmolean, collection d'instruments scientifiques historiques |
| Museum of Oxford                                    |       | Oxford              | Oxford              | Local             | Histoire de la ville d’Oxford et de son université, géologie, histoire naturelle, archéologie, |
| Nuffield Place                                      |       | Nuffield            | South Oxfordshire   | Maison historique | Exploité par le National Trust, maison du XXe siècle de Lord Nuffield, fondateur de la Morris Motor Company |
| Oxford Bus Museum                                   |       | Long Hanborough     | West Oxfordshire    | Transport         | Bus et le transport routier, automobiles Morris automobiles |
| Oxford Castle - Unlocked                            |       | Oxford              | Oxford              | Prison            | Visites guidées en costumes de la crypte, du château, de la tour des débiteurs du XVIIIe siècle et de la prison D-wing, artefacts de la prison |
| The Oxfordshire Museum                              |       | Woodstock           | West Oxfordshire    | Multiple          | Histoire locale, culture populaire, arts et métiers contemporains, archéologie, histoire naturelle, jardin avec empreintes de mégalosaures et de dinosaures grandeur nature |
| Musée d'histoire naturelle de l'université d'Oxford |       | Oxford              | Oxford              | Histoire naturel  | Musée de l'université d'Oxford, expositions d'animaux, d'insectes, de fossiles, de dinosaures, de roches et de minéraux |
| Oxford University Press Museum                      |       | Oxford              | Oxford              | Multiple          | Musée de l'Oxford University, art, antiquités, archéologie, artefacts de l'Égypte ancienne, de la Méditerranée et du Proche-Orient, monnaies |
| Pendon Museum                                       |       | Long Wittenham      | South Oxfordshire   | Rail              | Trains miniatures montrant des scènes typiques du Great Western Railway des années 1920 |
| Pitt Rivers Museum                                  |       | Oxford              | Oxford              | Anthropologie     | Le musée de l’université d'Oxford, basé sur la collection du général Augustus Pitt Rivers, objets archéologiques et ethnographiques du monde entier, comprend des instruments de musique, des armes, des masques, des textiles, des bijoux, des outils, des armures et des céramiques. |
| River and Rowing Museum                             |       | Henley-on-Thames    | South Oxfordshire   | Sport, local      | Couvre la Tamise, l' aviron et la ville de Henley |
| Science Oxford                                      |       | Oxford              | Oxford              | Science           | Liens entre science, entreprise et société |
| Soldiers of Oxfordshire Museum                      |       | Woodstock           | West Oxfordshire    | Militaire         | website, Comment les conflits ont affecté le comté, y compris les aérodromes de la Seconde Guerre mondiale, la vie familiale |
| Stonor Park                                         |       | Stonor              | South Oxfordshire   | Maison historique | Maison de campagne et jardins, portraits de famille, vitraux, dessins de maîtres anciens, bronzes européens, céramiques contemporaines |
| The Story Museum                                    |       | Oxford              | Oxford              | Littérature       | Littérature pour enfants |
| Swalcliffe Barn                                     |       | Swalcliffe          | Cherwell            | Agriculture       | 15th century tithe barn with collection of local agricultural and trade vehicles |
| Swinford Museum                                     |       | Filkins             | West Oxfordshire    | Local             | website, Outils locaux, agricoles, commerciaux et artisanaux |
| Thame Museum                                        |       | Thame               | South Oxfordshire   | Local             | website, Histoire locale, peintures murales Tudor |
| Tolsey Museum                                       |       | Burford             | West Oxfordshire    | Local             | website, Histoire locale, culture, industrie |
| Tom Brown's School Museum                           |       | Uffington           | Vale of White Horse | Local             | website, Histoire locale, archéologie, auteur Thomas Hughes, poète Sir John Betjeman, Uffington White Horse |
| Vale and Downland Museum                            |       | Wantage             | Vale of White Horse | Local             | Histoire de l'area de Vale of White Horse autour de la ville de Wantage, expositions d'art, maquette de chemin de fer de 7,9 m de long , cuisine campagnarde victorienne |
| Wallingford Museum                                  |       | Wallingford         | South Oxfordshire   | Local             | Histoire locale, archéologie, château de Wallingford, vie médiévale, scène de rue victorienne |
| Waterperry Gardens                                  |       | Waterperry          | South Oxfordshire   | Histoire          | website, Jardins, musée de la vie à la campagne et église saxonne |
| West Oxon Arts                                      |       | Bampton             | West Oxfordshire    | Art               | website, une association d'artistes et amateurs d'art, galerie de l'hôtel de ville de Bampton |
| Williams F1 Grand Prix Collection                   |       | Grove               | Vale of White Horse | Automobile        | website, information, une partie du centre de conférence RBS Williams F1, de voitures de course de Formule 1 et de l'histoire de l'équipe de course WilliamsF1, ouverte aux visites à des dates sélectionnées                                                                          |
| Witney and District Museum                          |       | Witney              | West Oxfordshire    | Local             | Histoire locale, industrie, transports, éducation et religion |

## Musées fermés
- Bygones Museum, Claydon[2]
- Nuffield Place[3], Nuffield